# Selenops kikay
Selenops kikay là một loài nhện trong họ Selenopidae.
Loài này thuộc chi Selenops. Selenops kikay được J. A. Corronca miêu tả năm 1996.